# Sinai-halvøen
Sinai-halvøen er en halvø i det Røde Hav mellem Suezbugten mod vest og Akababugten mod øst. Området nord for den egentlig halvø op til Middelhavet afgrænset af Suez-kanalen mod vest og den egyptisk-israelske grænse mod øst medregnes normalt til Sinai. Området er den vestligste del af Asien syd for Middelhavet.
Sinai består næsten udelukkende af bjerge og ørken. Der er kun nogle enkelte bosættelser langs Akababugten, specielt Taba tæt ved Israel, og ved Middelhavskysten nær Gazastriben. Derudover finder man turistbyen Sharm el Sheik på spidsen af Sinai.
Ifølge Bibelen var det på et bjerg i Sinai at Moses modtog de ti bud.

## Nyere historie
Indtil tidligt i det 20. århundrede hørte Sinai under Det Osmanniske Rige. I 1906 blev det en del af det dengang britisk-kontrollede Egypten.
I 1948 passerede egyptiske tropper Sinai på deres vej mod den israelske uafhængighedskrig. Israel besatte det nordøstlige hjørne af Sinai, men trak sig tilbage efter våbenhvileaftalen i 1949.
I 1956 blokerede Egypten den israelske havneby Eilat i Akababugten, og forhindrede israelsk trafik gennem Suez-kanalen. Det fik Israel til at invadere Sinai med fransk og britisk støtte under Suez-krigen. De trak sig i foråret 1957 efter stærkt pres fra USA og Sovjetunionen.
I 1967 blev Eilat igen blokeret. I den efterfølgende Seksdageskrig blev de egyptiske tropper besejret, og Israel besatte hele Sinai-halvøen, og Suez-kanalen som kom til at udgøre grænsen mellem israelsk og egyptisk kontrolleret territorium, blev lukket.
I 1973 generobrede Egypten den vestligste del af Sinai i Yom Kippur-krigen, og Suez-kanalen genåbnedes efterfølgende i 1975.
I 1979 enedes Egypten og Israel om en fredstraktat, hvorefter Israel påbegyndte en gradsvis tilbagetrækning fra Sinai som blev tilendebragt i 1982.
29°30′00″N 33°50′00″Ø / 29.5°N 33.833333333333°Ø